# Cathaysa
Cathaysa fue una niña aborigen guanche de la isla de Tenerife, que vivió en la zona de Taganana, en el Menceyato de Anaga. Cuentan las crónicas que fue vendida en Valencia por los castellanos como esclava en 1494, cuando solo contaba con siete años.
De ahí se cree que pasó el resto de su vida en algún lugar de España ejerciendo el oficio de menina.

## En la cultura popular
El célebre cantante tinerfeño Pedro Guerra le dedicó una canción titulada simplemente, "Cathaysa":

"(recitado)

La gueldera en Acentejo
el engodo en Candelaria,
primero llegó la cruz
y después las espingardas,
el valeroso Bentor
se derriscó por Tigaiga
y callaron los Verdinos,
y enmudecieron las Chácaras,
y sangraron los mocanes
y se secó la cebada,
y las abejas se fueron
y se espantaron las cabras,
no quedó sino el coraje
de una isla y de una raza
y una infinita querencia:
nacer, vivir y morir
sin cadenas castellanas.
(canto)
Se la llevaron los invasores
cuando venía de la montaña
con su carguita de til y brezo
camino abajo por la quebrada,
se la llevaron de anochecida
a la guanchita de Taganana
y el manojito de leña seca
desbaratado quedó en Anaga.
Juguete de algún marqués,
menina de alguna dama,
sierva de grandes señores
en algún lugar de España,
Cathaysa la niña guanche
no verá más Taganana.
Un gran silencio creció en la cumbre,
un aire helado bajó a la playa,
así de mudo se quedó el monte,
así de fría se quedó el agua."
Pedro Guerra

El asteroide (181872) Cathaysa lleva el nombre de Cathaysa.